# Guido Messer
Guido Messer (Buenos Aires, 1941.) njemački je kipar.

## Život
Guido Messer je u Pforzheimu od 1958. do 1961. učio zlatarski obrt, a zatim je u istom mjestu do 1966. pohađao Školu za umjetnost i obrt. Od 1966. do 1971. studirao je kiparstvo na Umjetničkoj akademiji u Stuttgartu kod profesora Herberta Baumanna i K.R.H. Sonderborga i umjetničko lijevanje kod H. Heinzela. Od 1970. do 1982. radio je kao nastavnik i kipar.
Stipendiju Umjetničke zaklade Baden-Württemberga dobio je 1982., a stipendiju pokrajine Baden-Württemberg za 1982./83. godinu za pohađanje škole Cité Internationale des Arts Paris. Od 1982. radi kao slobodni umjetnik i član je Društva kipara Baden-Württemberga. Živi i radi u Korbu kraj Stuttgarta i u Sassetti (Toskana). Od 1993. je član Njemačkog udruženja kipara.

## Rad
Guido Messer izlaže svoje radove u Njemačkoj i izvan nje.
Od 2000. zajedno s Martom Messer radi na projektu parka skulptura "umjetnost i užitak" (tal. "arte e sapori" ) u Sassetti. Od 2006. je kurator Puta skulptura "Glave na Korber Kopfu"  ("Köpfe am Korber Kopf"), na kojemu se skulpture mijenjaju godišnje.

## Galerija
- Gost
Der Gast (1980./81.)
- Pas
Der Hund (1985.)
- Klaka
Die Claque (1988.)
 Leinfelden-Echterdingen
- Stranac
Der Ausländer (1989.)
Kolodvor Nonnenhorn
- Mladić s tubom
Junge mit Tuba (1991.)
- Djevojka koja sjedi
Sitzendes Maedchen (1998./99.)
- Nosorog
Das Nashorn (2003.)
- Sa šalom
Mit Schal (2008.)

## Vanjske poveznice
- Web stranica umjetnika
- Recenzija knjige i izložba u Herrenbergu